# Juan José Perea
Pour les articles homonymes, voir Perea.
Juan José Perea, né le 23 février 2000 à Bogota en Colombie, est un footballeur colombien qui évolue au poste d'attaquant au FC Zurich.

## Biographie

### Jeunesse et formation
Né à Bogota en Colombie, Juan José Perea rejoint très tôt l'Europe. Il est repéré par les recruteurs du groupe Red Bull, et à l'âge de 15 ans, il rejoint l'Autriche. Il est ensuite formé par le FC Porto qui lui fait signer son premier contrat professionnel en 2018. Avec les jeunes du FC Porto, il remporte notamment la Youth League lors de la 2018-2019.

### Passage en Grèce
Sans avoir eu sa chance avec l'équipe première du FC Porto, il rejoint la Grèce et le club du Panathinaïkós, le 28 août 2019. Trois jours plus tard, il joue son premier match en professionnel, lors d'une rencontre de Superleague Elláda face à l'OFI Crète. Il entre en jeu en cours de partie, et se fait remarquer en provoquant le penalty marqué par son équipe, transformé par Federico Macheda. Le Panathinaïkós s'incline toutefois par trois buts à un ce jour-là.
Le 10 novembre 2019, il inscrit son premier but avec les professionnels, lors d'une rencontre de championnat face à l'AEK Athènes, permettant à son équipe de s'imposer 3-2 à domicile. Il marque ensuite deux autres buts cette saison-là, la saison étant arrêtée prématurément à cause de la pandémie de Covid-19.
Après avoir prolongé d'une saison avec le Panathinaïkós, Juan José Perea est prêté au Volos FC pour la saison 2020-2021.
Le 19 juillet 2021, Juan José Perea s'engage en faveur du PAS Giannina pour un contrat de trois ans.

### VfB Stuttgart
Le 8 juillet 2022, Juan José Perea rejoint l'Allemagne pour s'engager en faveur du VfB Stuttgart. Il signe un contrat courant jusqu'en juin 2026.

### FC Hansa Rostock
Le 4 août 2023, Juan José Perea est prêté pour une saison au FC Hansa Rostock, en deuxième division allemande.
Perea inscrit son premier but dès son premier match pour le club, le 5 août 2023, face au SV Elversberg, en championnat. Il est même ce jour-là l'auteur d'un doublé, permettant à son équipe de s'imposer (1-2 score final).

### FC Zurich
Le 24 juin 2024, Juan José Perea rejoint la Suisse et le FC Zurich sous la forme d'un prêt d'une saison avec option d'achat.

## Statistiques

### En club
| Saison                | Club                  | Championnat           | Championnat | Championnat | Coupe(s) nationale(s) | Coupe(s) nationale(s) | Compétition(s) continentale(s) | Compétition(s) continentale(s) | Compétition(s) continentale(s) | Total | Total |
| Saison                | Club                  | Division              | M.          | B.          | M.                    | B.                    | Comp.                          | M.                             | B.                             | M.    | B.    |
| 2019-2020             | Panathinaïkos         | Super League          | 23          | 3           | 5                     | 0                     | -                              | -                              | -                              | 28    | 3     |
| Sous-total            | Sous-total            | Sous-total            | 23          | 3           | 5                     | 0                     | -                              | 0                              | 0                              | 28    | 3     |
| 2020-2021             | Volos FC (prêt)       | Super League          | 27          | 3           | 4                     | 0                     | -                              | -                              | -                              | 31    | 3     |
| Sous-total            | Sous-total            | Sous-total            | 27          | 3           | 4                     | 0                     | -                              | 0                              | 0                              | 31    | 3     |
| 2021-2022             | PAS Giannina          | Super League          | 32          | 10          | 1                     | 0                     | -                              | -                              | -                              | 33    | 10    |
| Sous-total            | Sous-total            | Sous-total            | 32          | 10          | 1                     | 0                     | -                              | 0                              | 0                              | 33    | 10    |
| 2022-2023             | VfB Stuttgart         | Bundesliga            | 16          | 1           | 3                     | 0                     | -                              | -                              | -                              | 19    | 1     |
| Sous-total            | Sous-total            | Sous-total            | 16          | 1           | 3                     | 0                     | -                              | 0                              | 0                              | 19    | 1     |
| 2023-2024             | Hansa Rostock (prêt)  | 2. Bundesliga         | 33          | 4           | 2                     | 0                     | -                              | -                              | -                              | 35    | 4     |
| Sous-total            | Sous-total            | Sous-total            | 33          | 4           | 2                     | 0                     | -                              | 0                              | 0                              | 35    | 4     |
| Total sur la carrière | Total sur la carrière | Total sur la carrière | 131         | 21          | 15                    | 0                     | -                              | 0                              | 0                              | 146   | 21    |

## Palmarès
FC Porto
- UEFA Youth League (1) :
  - Vainqueur : 2018-19.